# The Crush Tour
The Crush Tour è il secondo concerto live pubblicato dai Bon Jovi. È stato registrato al Stadio Letzigrund di Zurigo, in Svizzera il 30 agosto 2000 di fronte a 55.000 persone durante la leg europea del Crush Tour. Precedentemente all'edizione in DVD venne pubblicata una versione in videocassetta, nella quale però diverse canzoni furono tagliate.

## Scaletta
1. Intro (sottofondo: Just Older) - 1:35
2. Livin' on a Prayer - 5:51
3. You Give Love a Bad Name - 4:20
4. Captain Crash & The Beauty Queen From Mars - 6:07
5. Say It Isn't So - 4:04
6. One Wild Night - 4:26
7. Born to Be My Baby - 5:15
8. It's My Life - 3:55
9. Bed of Roses - 8:42
10. Two Story Town - 5:20
11. Just Older - 5:28
12. Runaway (versione acustica) - 4:56
13. Lay Your Hands on Me - 6:38
14. I'll Sleep When I'm Dead - 7:17
15. Bad Medicine - 6:35
16. Wanted Dead or Alive - 5:44
17. I'll Be There for You - 8:23
18. Next 100 Years - 6:25
19. Someday I'll Be Saturday Night - 7:42
20. Keep the Faith - 8:37
21. Titoli di coda (sottofondo: Thank You for Loving Me) - 5:02

Durata totale: 122:22

## Contenuti speciali
L'edizione in DVD contiene 30 minuti di "backstage" in cui la band parla dell'album Crush e del relativo tour, una fotogallery, la discografia della band e i video di It's My Life e Say It Isn't So.

## Musicisti

### Bon Jovi
- Jon Bon Jovi - voce principale, chitarra ritmica, maracas (Keep the Faith)
- Richie Sambora - chitarra principale, cori
- David Bryan - tastiere, cori
- Tico Torres - batteria

### Aggiuntivi
- Hugh McDonald - Basso, cori